# 电导率 (电解质)
电解质的电导率（或比电导）是表征电解质导电能力的物理量，国际单位制中单位为西门子每米(S/m)。
测量电解质的电导率是工业和环境监测中一种测定溶液离子含量的常规方法，并且这一方法快速、低廉和可靠。。比如可用于连续监测水净化系统的实时性能和变换。
很多情况下，电解质电导率与溶液中总溶解固体 (T.D.S.)直接相关。高品质去离子水的电导率约为5.5 μS/m，饮用水电导率处于5-50 mS/m范围内，而海水的电导率约为5 S/m (即海水电导率比去离子水的电导率高100万倍)。
传统上，电导率通过测量两电极之间的溶液的交流电阻来测定。稀溶液满足弗里德里希·科尔劳施发现的电导率对浓度的依赖性和离子可加性，拉斯·昂萨格对科尔劳施的实验定律给出了一个理论解释。

## 单位

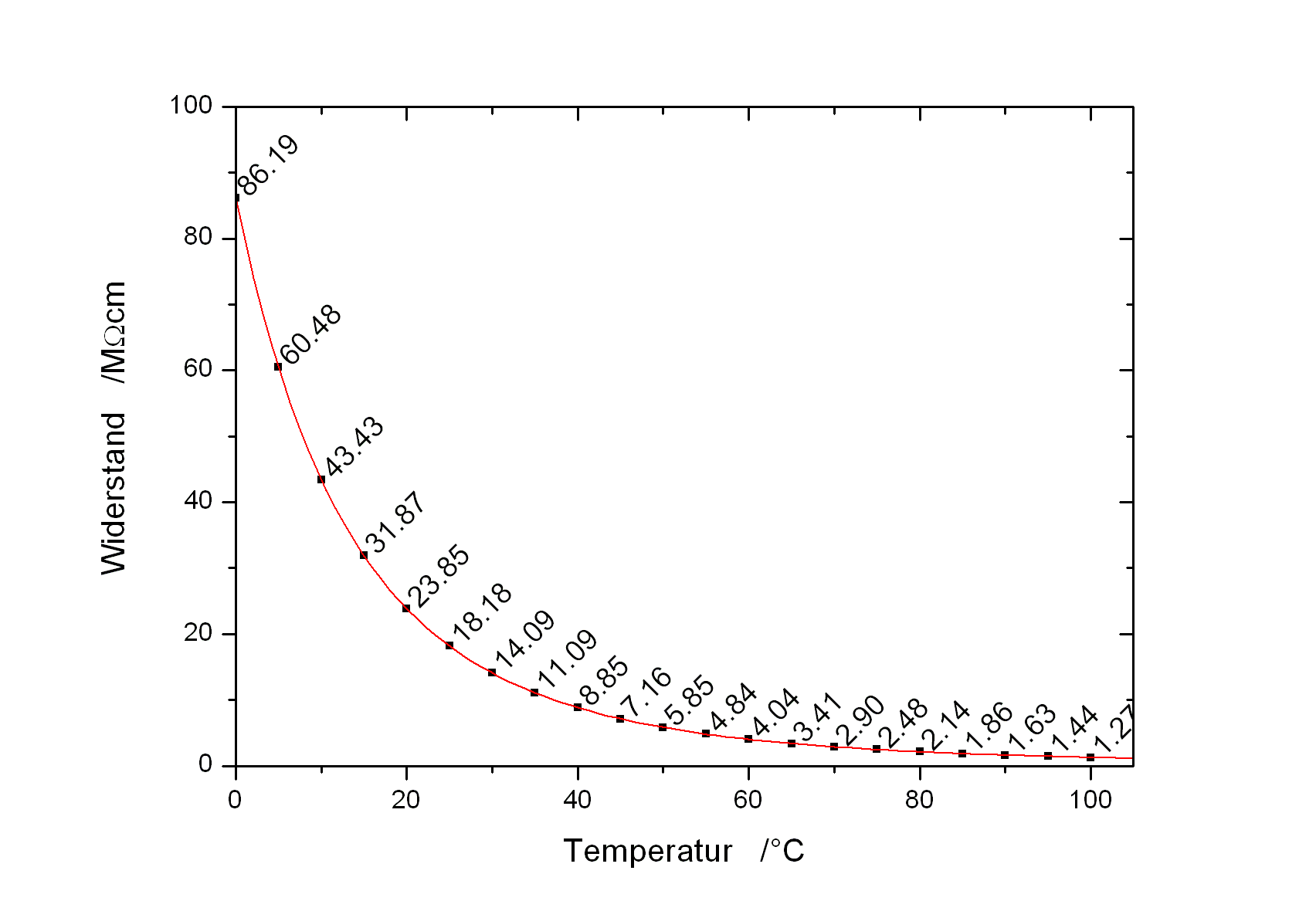
纯水的电阻率(单位：MΩ-cm)与温度的关系

电解质电导率在国际单位制中的单位为S/m，如无注明，溶液温度为25 °C。在工业上，电导率常用单位为μS/cm，106 μS/cm = 103 mS/cm = 1 S/cm，1 μS/cm = 100 μS/m。一些仪器上标注的单位为EC (电导率，electrical conductivity): 1 EC = 1 μS/cm。电导率单位也有用姆欧的 (mho): 1 mho/m = 1 S/m。历史上，西门子被采用之前，姆欧已经使用了数十年，比如真空管测试仪上跨导的单位是毫姆欧。
常用的标准电导池宽度1 cm，与空气达到平衡的纯水的电阻约为106欧姆，即1兆欧。超纯水电阻甚至可达到18兆欧，甚至更高。因此，在过去常以兆欧每厘米做单位，有时简称兆欧。有时电导率以微西门子为单位（略去距离），默认等于μS/cm。
电导率与总溶解固体的转化与样品的化学组成有关，数值一般在0.54至0.96之间。一般情况下，默认溶解固体为氯化钠，1 μS/cm约等价于0.64 mg NaCl每千克水。
国际单位制中，摩尔电导率单位为S m2 mol−1，过去常使用的单位为Ω−1 cm2 mol−1。

## 测量

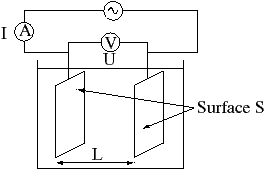
测量原理

电解质溶液的电导率通过测量一定距离下平板或圆柱电极之间的溶液的电阻来测量。采用交流电，以避免发生电解。电阻通过电导率仪测定，交流电频率范围一般选为1–3 kHz。频率对测量结果影响很小，但高频交流电对结果有显著影响，这种现象称为德拜-法尔肯哈根效应。
多种测量仪器可在市场上买到。电导池有两种，一种是经典的由两个平面或圆柱形电极组成的电导池，另一种为感应式电导池。。商业仪器还可以自动控温。常见溶液的电导率可查表。

## 定义
电阻 R 与电极间距 l 成正比，与样品截面积 A 成反比(注意：上图用 S 表示面积)，即
{\displaystyle R={\frac {l}{A}}\rho .}
其中ρ为电阻率。
实驗中，电导池用比电阻 ρ* 已知的溶液校准，所以 l 和 A 不需要知道。如果校准液的电阻为 R*，电导池常数 C 由下式可得，
{\displaystyle R^{*}=C\times \rho ^{*}}
比电导κ为比电阻的倒数，
{\displaystyle \kappa ={\frac {1}{\rho ^{*}}}={\frac {C}{R^{*}}}}
电导率也与温度有关。有时，l 与 A 的比值被称为电导池常数，以 G* 表示，电导率以 G 表示，于是，比电导可写为：
{\displaystyle \kappa =G^{*}\times G}

## 理论
只含有一种电解质的溶液的比电导与电解质浓度有关。比电导与浓度的比值称为摩尔电导率，记为 Λm
{\displaystyle \Lambda _{m}={\frac {\kappa }{c}}}

### 强电解质
强电解质在溶液中完全解离。低浓度强电解质溶液的电导率符合科尔劳施定律：
{\displaystyle \Lambda _{m}=\Lambda _{m}^{0}-K{\sqrt {c}}}
其中，{\displaystyle \Lambda _{m}^{0}}为极限摩尔电导率（这里极限指无限稀释）， K 是一个经验常数， c 为电解质浓度。当溶液足够稀时，即
```

  

    

      

        

          
Λ

          

            
m

          

          

            
0

          

        

        
>

        
K

        

          

            
c

          

        

      

    

    
{\displaystyle \Lambda _{m}^{0}>K{\sqrt {c}}}

  

```

实际测量的强电解质电导率与浓度成正比。
随着浓度的升高，电导率逐渐偏离与浓度的正比关系。另外，科尔劳施发现阴离子和阳离子的极限电导率具有可加性：盐溶液的电导率等于阴阳离子各自电导率之和。
{\displaystyle \Lambda _{m}^{0}=\nu _{+}\lambda _{+}^{0}+\nu _{-}\lambda _{-}^{0}}
其中，
- {\displaystyle \nu _{+}} 和 {\displaystyle \nu _{-}}分别为溶解1摩尔电解质所离解的阳离子和阴离子的摩尔数；
- {\displaystyle \lambda _{+}^{0}} 和 {\displaystyle \lambda _{-}^{0}} 分别为阳离子和阴离子的极限摩尔电导率。

下表给出水溶液中一些离子的极限摩尔电导率。

| 阳离子 | λ+0 /mS m2mol−1 | 阴离子  | λ-0 /mS m2mol−1 |
| ------ | --------------- | ------- | --------------- |
| H+     | 34.96           | OH−     | 19.91           |
| Li+    | 3.869           | Cl−     | 7.634           |
| Na+    | 5.011           | Br−     | 7.84            |
| K+     | 7.350           | I−      | 7.68            |
| Mg2+   | 10.612          | SO42−   | 15.96           |
| Ca2+   | 11.900          | NO3−    | 7.14            |
| Ba2+   | 12.728          | CH3CO2− | 4.09            |

以上经验定律可由德拜-休克尔理论解释。
{\displaystyle \Lambda _{m}=\Lambda _{m}^{0}-(A+B\Lambda _{m}^{0}){\sqrt {c}}}
其中，A 和 B 为只依赖温度、离子价、介电常数、溶剂粘度等已知量的常数。这是拉斯·昂萨格对德拜-休克尔理论的扩展，适用于低浓度溶液。

### 弱电解质
弱电解质在溶液中不完全离解。弱电解质不存在电导率与浓度成线性关系的稀释极限。浓度越低，分子越接近完全离解，行为越像电解质，但是离解度与浓度的平方根成反比。
典型的弱电解质是弱酸和弱碱。弱电解质的离子浓度小于电解质本身的浓度。对于酸和碱，离子浓度可由酸度系数算得。
对于一元酸，HA，电导率与酸的浓度 c 符合奥斯特瓦尔德稀释定律
{\displaystyle {\frac {1}{\Lambda _{m}}}={\frac {1}{\Lambda _{m}^{0}}}+{\frac {\Lambda _{m}c}{K_{a}(\Lambda _{m}^{0})^{2}}}}
其中Ka为酸的离解常数。

### 高浓度
科尔劳施定律和德拜-休克尔-昂萨格理论都不适用于高浓度电解质溶液。原因在于，随着离子浓度的增大，离子间距减小，离子间相互作用变得显著。溶液中是否会有离子缔合现象还有争议。但是，一般认为阴阳离子间会形成离子对。此种情况下电解质可视为弱电解质处理， 离解系数 K 由平衡方程给出：
A+  + B− ⇌ A+B−; K=[A+][B−]/[A+B−]
计算中， K 不一定非得视为真实的平衡常数，而是用来表示离子缔合，扩大理论和实验的符合范围。也有理论试图将昂萨格理论扩展到高浓度溶液。
电导极小（ conductance minimum）是另一个富有争议的问题，有人提出原因是溶液中形成了离子三聚体，有实验支持这个假设。

### 与温度关系
一般情况下，温度升高，离子迁移率增大，进而溶液电导率增大。为便于比较，参考值一般选在298 K (~25℃)，偶尔也有选在 20℃。补偿法测量一般在合适的温度进行测量，然后外推至参考温度(一般选在298 K (~25℃)，偶尔也有选在 20℃)。标准补偿一般按照温度升高1度电导率升高 2%来进行。

### 溶剂同位素效应
氘化电解质同位素效应对电导率有显著影响。

## 应用
电导率是判断溶液中有无导电离子的一个很好的指标，在很多工业领域有广泛应用。比如，电导率可用于检测医院、锅炉、酿酒厂等公共供水系统水质。这种测量不考虑离子类型，有时用于确定总溶解固体含量。需要注意的是，电导率测量判断水质，无法判断出水中的不导电污染物(如多数有机物),因此可能还需要做纯度检测。
电导率测量结合其他方法，可以提高离子类型检测的精度。比如，锅炉技术中，通过检测通过阳离子交换树脂的水的电导率来连续检测锅炉排污水。这是用于检测阳离子过量（一般来自用于水处理的碱化剂）的锅炉水中阴离子杂质的灵敏方法。这一方法有高灵敏度，原因在于H+的迁移率高于其他离子。
电导率仪通常与离子色谱仪一起使用。

## 更多阅读
- Hans Falkenhagen, Theorie der Elektrolyte, S. Hirzel Verlag, Leipzig, 1971
- Friedman, Harold L. . The Journal of Chemical Physics. 1965, 42 (2): 462. Bibcode:1965JChPh..42..462F. doi:10.1063/1.1695956.